# Babowai
Babowai, spesso citato anche come Babaeus o Mar Babwahi (... – 484), è stato un filosofo e vescovo siriaco, patriarca della Chiesa d'Oriente durante il regno del re sassanide Peroz I; fu noto per aver voluto mantenere la chiesa d'Oriente in comunione con le chiese greca e latina e per questo fu spesso in conflitto con altri vescovi della Chiesa d'Oriente. Venne condannato a morte e giustiziato nel 484. Per questo, è considerato da alcuni come un martire.

## Biografia
Babowai si convertì dallo Zoroastrismo (la religione ufficiale della Persia) al cristianesimo; fu pertanto considerato un apostata dagli zoroastriani e quindi soggetto a persecuzione. Venne imprigionato per sette anni, probabilmente nel periodo 470–480, e torturato ripetutamente dai Magi, che bruciavano le chiese e imprigionavano altri cristiani.
Babowai entrò spesso in conflitto con Barsauma, il vescovo metropolita di Nisibis, anche se questo non era insolito poiché era noto che Babowai era spesso in conflitto con molti altri prelati, fossero autorità, colleghi o subordinati. Era noto per richiedere disciplina ai vescovi della sua chiesa, e giusto o sbagliato, alcuni di questi lo lasciarono per passare dalla parte di Barsauma. La causa del conflitto con Barsauma potrebbe essere stato il decidere se i membri del clero avrebbero dovuto essere celibi o meno.
Mentre si diffondeva in Persia il credo nestoriano, con il beneplacito di re Peroz I (457-484), il vertice della Chiesa d'Oriente manteneva la comunione con le chiese greca e latina. Nel 484 Barsauma, monaco nestoriano, convocò un sinodo a Beth Lapat. L'assemblea fu impegnata dapprima in discussioni teologiche: guidata da Barsauma stabilì di adottare la teologia duofisista, ovvero il nestorianesimo. Successivamente i vescovi presenti votarono la deposizione di Mar Babowai e lui rispose scomunicandoli.
Pochi mesi dopo, durante un'ondata di persecuzioni anti-cristiane ordinate da Peroz, Babowai fu compromesso da una lettera che indirizzò all'imperatore bizantino Zenone. Nella missiva gli chiedeva di intervenire presso Peroz affinché sospendesse la persecuzione. Babowai aveva scritto espressioni imprudenti, paragonando Peroz a Nabucodonosor II, "re empio". Per sua sfortuna la lettera fu intercettata e inviata a Péroz. Il re persiano convocò Babowai nel suo palazzo, che non negò di aver scritto la lettera, e pertanto lo condannò a morte.

## La scuola teologica di Seleucia
Babowai fondò una scuola a Seleucia al Tigri, della quale il suo successore Acacio fu il primo rettore. Mar Aba (540-552) introdusse sostanziali modifiche, tra cui la creazione di una biblioteca. Quando il patriarcato venne trasferito a Baghdad, nel IX secolo, fu trasferita nella nuova sede anche la scuola.